# Юнгер, Эрнст
Эрнст Ю́нгер (нем. Ernst Jünger; 29 марта 1895, Гейдельберг, Великое герцогство Баден, Германская империя — 17 февраля 1998, Ридлинген, Баден-Вюртемберг, Германия) — немецкий писатель, мыслитель и офицер, внёсший значительный вклад в военную теорию. Один из главных теоретиков и идеологов немецкого консерватизма, в определённом смысле антипрогрессивист: он отрицал бесконечность прогресса и в своих рассуждениях о роли техники подвергал сомнению его позитивный характер. В своих художественных, равно как и в публицистических произведениях он так или иначе затрагивает тему критики современного ему общества. Одна из его главных книг «Уход в лес» (нем. «Der Waldgang»).

## Детство и юность

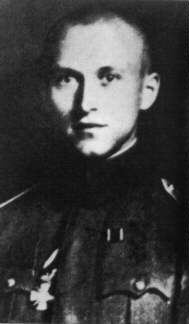
Эрнст Юнгер в годы Первой мировой войны с Орденом Дома Гогенцоллернов на груди

Родился в Хайдельберге, в семье доктора философии Эрнста Георга Юнгера. Отец, имевший докторскую степень по химии, оставил академическую карьеру, и семья переехала в Шварценберг (Саксония), где Юнгер-старший стал владельцем аптеки. С 1901 по 1913 год Эрнст Юнгер учился в закрытой школе в Ганновере. В 1913 году убежал из дома, чтобы вступить во Французский Иностранный легион. Отец воспользовался дипломатическими каналами, чтобы его вернуть. Вместе с братом, Фридрихом Георгом Юнгером, участвовал в движении «Вандерфогель». Группа была известна как голос недовольной молодёжи среднего класса, и её участие в пеших прогулках по Германии было жестом протеста. По возвращении Юнгер заключил с отцом договор, по которому он должен был закончить своё обучение перед тем, как принять участие в экспедиции на Килиманджаро.

## Участие в Первой мировой войне
На фронте с декабря 1914 по ноябрь 1918 года. В августе 1914 года досрочно сдает экзамены, поступает в Гейдельбергский университет и записывается в 73-й ганноверский полк. С декабря 1914 года участвует в боевых действиях в качестве рядового солдата, после прохождения офицерских курсов командует взводом, потом ротой. Участвовал в сражениях при Сомме, Лангемарке и при Камбре, в наступлении весной 1918 года.
Впервые был ранен в бою под Жилльмоном. Всего за годы Первой мировой Юнгер был ранен 14 раз. Из них трижды получая двойное ранение, в том числе сквозное пулевое ранение головы (лоб — затылок)  , сквозное пулевое ранение левой стороны грудины, сквозное ранение правой стороны грудины, отрыв фаланги мизинца левой руки, отрыв фаланги указательного пальца левой руки (результат воздействия английских гранат).
«Когда скучаешь лёжа, ищешь всякие способы развеяться; так, однажды я проводил время, подсчитывая свои ранения. Я установил, что, не считая таких мелочей, как рикошеты и царапины, на меня пришлось в целом четырнадцать попаданий, а именно: пять винтовочных выстрелов, два снарядных осколка, четыре ручных гранаты, одна шрапнельная пуля и два пулевых осколка, входные и выходные отверстия от которых оставили на мне двадцать шрамов. В этой войне, где под обстрелом были скорей пространства, чем отдельные люди, я всё же удостоился того, что одиннадцать из этих выстрелов предназначались лично мне. И потому я по праву прикрепил к себе на грудь знак за ранение в золоте, присуждённый мне в эти дни». Вернувшись на фронт в ноябре, назначается в дивизионную разведку и получает ранение под Сен-Пьер-Ваастом. В январе 1917 года награждён Железным крестом.
В ноябре 1917 года награждён Рыцарским крестом Королевского ордена Дома Гогенцоллернов с мечами (второй по значимости орден за военные заслуги Германии, — см. фото справа, — планка ордена находится у Юнгера на правой стороне мундира) за взятие в плен 7-й ротой, которой он командовал, в составе 80 человек, более 200 английских солдат.
В августе 1918 года полк предпринимает наступление вблизи Камбре. Несмотря на окружение, Юнгер, имея сквозное ранение в грудь, спасает свою роту от окружения. За проявленное мужество и самоотверженность перед лицом врага, будучи командиром единственного подразделения, которое смогло избежать пленения, Юнгер, в сентябре 1918 года, был удостоен ордена «Pour le Mérite» — высшей военной награды Кайзеровской Германии. После войны служил лейтенантом в армии Веймарской республики до демобилизации в 1923 году.
Во время войны пишет свою первую и самую популярную книгу «В стальных грозах». Издаёт её за свой счёт в 1920 году. Это произведение считалось в двадцатые годы образцовым в своём жанре и ценилось как милитаристами, так и пацифистами.

## Веймарская республика
1921—1923 годы — офицер в Рейхсвере, работал над новым руководством по подготовке пехоты, читал Шпенглера и исследовал мир демонологии и необычные возможности, предлагаемые различными психоактивными веществами. С 1921 по 1925 год в Лейпциге изучает зоологию и слушает философию у Крюгера.
В 1920 году появилась его книга «В стальных грозах», вторая книга «Борьба как внутреннее переживание» (издана в 1922 году) описывает войну в более широком масштабе, также пишет роман «Лейтенант Штурм».
В 1925 году уходит в отставку, в 1926 году оставляет учёбу в университете, в 1927 году переезжает в Берлин, где завязывает контакты с консервативно-революционным движением. Пишет статью для национал-социалистической газеты Völkischer Beobachter («Народный обозреватель») под названием «Revolution und Idee» («Революция и идея»), в которой проповедует революционный национализм и необходимость диктатуры. Также пишет в «Штандарты», «Арминий», «Наступление». Сотрудничает с Фридрихом Хильшером, Эрнстом Никишем.
3 августа 1926 года женится. Первый сын, Эрнст, родился 1 мая 1926 года. В 1934 году рождается второй сын, Александр.
Наряду с созданием множества политических очерков для различных журналов, Юнгер привнёс большой элемент политики в свои книги о войне. Третье издание «Стальных гроз» было выполнено в стиле радикального национализма, а в книгах «Лесок 125» (Das Wäldchen 125) и «Огонь и кровь» (Feuer und Blut) военный опыт ставится на службу радикальному революционному техницистскому национализму, осмысленному в рамках тоталитарной структуры. Большой очерк «Рабочий» (Der Arbeiter, 1932) является кульминацией тоталитарных взглядов этого периода жизни, однако к тому времени Юнгер начинает разочаровываться в политике. Такой радикальный характер взглядов Юнгера был связан в том числе с его военным опытом. Он полагал, что именно на войне проявляется истинная природа человека, увидел, как людьми руководят чувство долга и порыв, не свойственный либералам, которых мыслитель презрительно называл «бюргерами» в своём вышеупомянутом очерке. Большое впечатление произвёл на Юнгера и сам вид отрядов солдат — масс полностью унифицированных людей, каждый из которых способен на героизм.

## Личная жизнь
Первая жена Грета фон Джейнсен родилась в 1906 году и была на 11 лет младше Юнгера. Когда они познакомились, ей было 16 лет, а уже в двадцатилетнем возрасте она стала его супругой. Их брак продлился до смерти Греты в 1960 году. В дневниках Эрнста Юнгера Грета фигурирует под псевдонимом «Перпетуя». В браке у них родилось двое сыновей, ещё одного ребёнка Грета потеряла в 1947 году, это известно из письма Греты жене Карла Шмитта. Их первенец Эрнестель был убит в 1944 году в возрасте 17 лет. Второй сын — Александр покончил с собой на пятьдесят девятом году жизни.
Вторая жена Лизелотта Бойерле родилась в 1917 году и была немецким учёным, историком и преподавателем. Для них обоих это был второй брак, который был заключён в 1962 году. Умерла Лизелотта 31 августа 2010 года в возрасте 93 лет. В дневниках Юнгера Лизелотту можно встретить по прозвищу «Штирляйн».

## Период нацистской диктатуры
После Первой мировой войны Эрнст Юнгер вместе с братом Фридрихом Георгом увлекается идеями национал-социализма. В частности, он посвящает экземпляр «Огня и крови» Гитлеру («dem nationalen Führer Adolf Hitler»), который даже назначил встречу с ним, неожиданно отменённую в последний момент. С приходом Гитлера к власти Юнгер начинает отдаляться от НСДАП, отвергая предложения о месте в избирательном списке НСДАП и оскорбительно отзываясь о Геббельсе, впрочем, сохраняя свои взгляды. Противодействие попыткам национал-социалистов заявить свои права на получившего к тому времени известность автора книг о войне выразилось и в отказе Юнгера в 1933 году от места в подвергнутой чистке Поэтической академии (Dichterakademie) и, как следствие, обыском гестапо в его доме. Несмотря на свободомыслие Юнгера, он остаётся неприкосновенным, поскольку Гитлер испытывает к нему пиетет, как к герою Первой мировой войны, участником которой Гитлер был сам.
Он пишет собрание очерков «Листки и камни» (Blätter und Steine, 1934), где скрыто критикует расизм нацистов, роман «Африканские игры» (Afrikanische Spiele, 1936), значительно изменяет «Сердце искателя приключений» (Das abenteuerliche Herz, 1938) и, наконец, создаёт роман «На мраморных скалах» (Auf den Marmorklippen). Изображение фигуры главного лесничего (Oberförster) в этом романе принято понимать как критику нацистского режима. Книга критиковалась за эстетизацию насилия.

## Вторая мировая война
Незадолго до Второй мировой войны был произведён в чин гауптмана и назначен командиром пехотной роты XIX полка. С ноября 1939 по май 1940 его рота находилась на Западном валу вдоль франко-германской границы, вначале в Грефферне, затем в Иффецгейме.
Действия Юнгера сводились, по большей части, к отстранённому наблюдению. В 1941 году, после периода несения караульной службы со своей ротой в Париже, Юнгер переводится в отдел кадров штаба генерала Отто фон Штюльпнагеля, командующего германской армией во Франции.
В середине ноября 1942 года Юнгер был отправлен на Восточный фронт, на Кавказ, для расследования предполагаемого морального состояния войск, имея в виду возможное покушение на Адольфа Гитлера. Там он продолжил вести записи в дневнике под названием «Кавказские заметки», которые позже были включены в «Излучения».
В середине февраля 1943 года, после освобождения Кавказа от гитлеровских войск, Юнгер вернулся в Париж, где работал в отеле «Мажестик», а жил в соседнем отеле «Рафаэль». Он отвечал за работу над операцией «Морской лев», занимаясь цензурой писем и отслеживая связи между армией и партией. Зимой 1943/44 гг. он начинает работу над первым черновым вариантом книги «Мир» (Der Friede). После публикации в 1942 году книги «Сады и Улицы» (Garten und Strassen) и быстрого перевода её на французский язык под названием Jardins et Routes, Юнгер приобретает много почитателей в Париже и сближается с деятелями Сопротивления.
Он был знаком со многими участниками заговора 20 июля, включая Штауффенберга, и только личная протекция Гитлера спасла его от их участи, но из армии Юнгер всё же был уволен. 29 ноября 1944 года в боях за Италию погиб его сын Эрнст, по приговору военного трибунала направленный в дисциплинарный батальон. Когда писатель нашёл дневник сына, на первой странице он прочёл: «Далеко заходит тот, кто не знает, куда идти…»
В 1945 году стала широко известна книга Юнгера «Мир», сам же он оставался в Кирххорсте. В качестве командира местного фольксштурма он настоял, чтобы его оборванные ополченцы не сопротивлялись американскому наступлению.

## После войны, в ФРГ
Союзники после оккупации Германии наложили запрет на издание его книг, который был снят только в 1949 году.
В 1950 году переселился в городок Вильфлинген в Нижней Швабии.
Первые его работы появились вне Германии: «Мир» — в Амстердаме в 1946 году, «Поездка по Атлантике» (Atlantische Fahrt) — в Лондоне, для германских военнопленных, в 1947 году и дневники путешествий «Из золотой раковины» (Aus der goldenen Muschel) — в Цюрихе в 1948 году. Кроме того, Юнгер отказался заполнить анкету по денацификации, что не ускорило снятие запрета.
В 1949 году военные дневники Юнгера были опубликованы под названием «Излучения» (Strahlungen) [впоследствии переделывались], также вышел квазифантастический роман «Гелиополь» — в образе Проконсула принято видеть немецкое офицерство, в образе Ландфогта — деятелей НСДАП. Кроме того, интересны описанные технические новшества — первое предвидение GPS и мобильной связи (правда, она была селекторной и осуществлялась на сверхдлинных волнах).
В 1950-е годы он занимается эссеистикой, единственным крупным его произведением этого периода явился роман «Стеклянные пчёлы», затрагивающий проблемы технологии, надзора и симулякров. Пишет эссе «Мировое государство».
В 1970-е годы Юнгер продолжает много путешествовать и коллекционировать награды в области литературы и культуры. Наиболее заметные работы этого периода:
- 1970 год — «Сближение: Наркотики и Опьянение» (Annäherungen. Drogen und Rausch) — автобиографический очерк, суммирующий размышления по поводу его различных опытов с наркотиками, от пивных вечеринок перед Первой мировой до путешествий в мир ЛСД вместе с Альбертом Хофманом.
- 1977 год — «Эвмесвиль» (Eumeswil). Рассказ ещё об одном фантастическом городе, во многом — продолжение «Гелиополиса». Более того, в нём начинается исследование идей пост-истории и вновь изучаются возможности индивидуума в борьбе за настоящую свободу.

В 1980-х Юнгер более заметен в качестве общественного деятеля, что несомненно связано с влиянием ХДС в германской политике. Дебаты по поводу «дела Юнгера» вновь разгорелись в 1982 году, когда городской совет Франкфурта решил присудить ему Премию Гёте. В 1984 году он принимает участие в церемонии памяти погибших в двух мировых войнах, на которой также присутствовали Гельмут Коль и Франсуа Миттеран, впоследствии, в 1985 году, посетившие 90-летнего писателя в Вильфлингене.
В 1990 году издаётся сборник «Ножницы» (Die Schere) — сложная коллекция афоризмов на тему состояния современного/постсовременного мира. Прочие публикации Юнгера ограничиваются дальнейшими изданиями дневников «Семьдесят минуло. Дневники. 1971—1980» (нем. Siebzig Verweht), за исключением очерка под названием «Смена образа» (Gestaltwandel).
Столетний юбилей Юнгера был отпразднован в 1995 году с большой помпой. Он договорился о помещении своих бумаг в Архив германской литературы в Марбахе-на-Некаре, где, с разрешения его вдовы, рукописи, печатные работы и оригиналы дневников доступны для академических исследований.

## Награды и премии
- Железный крест (1914) 2-го и 1-го класса (1916, 1917) (Королевство Пруссия)
- Королевский орден Дома Гогенцоллернов рыцарский крест с мечами (1917) (Королевство Пруссия)
- Нагрудный знак «За ранение» (1918) в золоте
- Орден «Pour le Mérite» (1918) (Королевство Пруссия)
- Почётный крест Первой мировой войны 1914/1918 (1939)
- Пряжка к Железному кресту 2-го класса (1939)
- Литературная премия города Бремена за «Am Sarazenenturm» (На сарацинской башне) (1956)
- Премия в области культуры города Гослар (1956)
- Орден «За заслуги перед ФРГ» командорский крест (1959)
- Почётный гражданин коммуны Вильфлинген[нем.] (1960)
- Почётный гражданин города Ребург[нем.] (1965)
- Премия Иммермана[нем.] города Дюссельдорф (1965)
- Премия барона фом Штайна[нем.] (1970)
- Литературная премия академии города Амрисвиль (1973)
- Мемориальная премия Шиллера земли Баден-Вюртемберг (1974)
- Золотой орел от города Ницца (1977)
- Орден «За заслуги перед ФРГ» большой офицерский крест (1977)
- Медаль Мира (Médaille de la Paix) от города Верден (1979)
- Орден Заслуг земли Баден-Вюртемберг (1980)
- Премия Гёте города Франкфурта (1982)
- Почётный гражданин города Монпелье (1983)
- Орден «За заслуги перед ФРГ» большой крест со звездой и плечевой лентой (1985)
- Орден Максимилиана «За достижения в науке и искусстве» (Бавария) (1986)
- Премия Средиземноморья[нем.] (1986)

## Общественно-политические взгляды
Эрнст Юнгер является одним из видных идеологов немецкого консерватизма, в определённом смысле антипрогрессивистом: он отрицал бесконечность прогресса и в своих рассуждениях о роли техники подвергал сомнению его позитивный характер. В своих художественных, равно как и в публицистических произведениях он так или иначе затрагивает тему критики современного ему общества.
В своём эссе «Рабочий. Господство и гештальт» Юнгер описывает немецкое общество времён Веймарской республики. Он говорит о том, что в нём реальное противостояние заменено диалогом, оно пытается вобрать в свою систему ценностей даже противоположные взгляды. Высшей ценностью такого общества признаётся индивид как неповторимый представитель человеческого рода. Дискурс либерального общества «настроен» на то, чтобы не могло возникнуть никакого открытого конфликта.
Вообще, ранний период литературно-публицистического творчества мыслителя отличается радикализмом в его общественно-политических воззрениях. Ряд исследователей отмечает, что с идеологической точки зрения мысль Юнгера сочетала черты традиционализма и правого радикализма. С одной стороны, он положительно относился к аристократическому правлению, иерархии в обществе, а с другой — с особым трепетом относился к войне, в ходе которой освобождается внутренний порыв человека. В душе мыслителя постоянно боролись симпатии к традиции и желание освободиться. Кроме того, как представитель правого крыла, Юнгер считал национализм одной из важнейших ценностей общества. Именно национализм должен скреплять массу солдат и рабочих, а зарождается он на основе осознания рабочими принадлежности их государства себе. Для солдат национализм важен и во время войны, когда они должны понимать, за что отдают свою жизнь. Вообще, Юнгер не ставил под сомнение необходимость существования национального государства.
Юнгер придавал большое значение войне как инструменту трансформации современного ему общества и государства. Он предвидел, что за Первой мировой последует ещё одна тотальная война, которая потребует от государства мобилизации на абсолютно новом уровне, в ином масштабе. Современное ему либерально-демократическое общество он считал переходным этапом. Старое монархическое устройство со своими особенностями, такими как высокий уровень индивидуализма, разнородность населения, иерархия и др., проиграло либеральной демократии, однако она, в свою очередь, не будет способна со своим устройством и ценностями выдержать следующую войну. Таким образом, по Юнгеру, либерально-демократическое общество является лишь одной из ступеней его политического развития. Мыслитель видел в современных ему процессах тенденции к новой трансформации. Важнейшую роль получила унификация граждан. В эпоху бурного индустриального развития стремительно росло число рабочих-синих воротничков. Вся их жизнь была подчинена работе, даже в моменты отдыха они являлись носителями стандартных черт той или иной профессии. Кроме того, говоря о мировоззрении рабочего, Юнгер проводит параллель между ним и представителями прежней, проигравшей эпохи. У современных Юнгеру рабочих их профессиональная деятельность представляла собой не просто монотонные действия, в ней также содержался некий высший смысл. Работа и стала жизнью человека. В этом аспекте мыслитель говорит о таком явлении как «гештальт рабочего». Его можно сравнить, например, с рыцарской честью, долгом. Здесь же кроется, по его мнению, ещё один недостаток либеральной демократии: в ней эти «гештальты» отсутствовали. Существовал набор неких общечеловеческих ценностей, однако никто не нёс конкретного долга перед кем или чем бы то ни было. Либеральное общество базировалось на холодной рациональности, в нём не существовало ничего глубже теоретических положений и системы двусторонних договоров.
Люди оказывались замкнуты в своей профессиональной среде, становились неинтересны друг другу. Это приводило к утрате прежних социальных связей, с одной стороны, но с другой — происходила стандартизация потребления товаров, информации, видов досуга, жизни. И для государства нового типа была необходима такая перемена общества, если оно стремилось к господству на геополитической арене. С научно-техническим прогрессом труд рабочего всё больше связывался с использованием техники (она является важнейшей категорией не только в политическом, но и бытийном аспекте размышлений Юнгера). А это, в свою очередь, подразумевает то, что эта техника может быть использована для производства в том числе и оружия массового поражения. Посредством использования техники рабочий отчуждается от процесса производства, с него снимается прямая ответственность за то, что он производит.
В рамках в том числе критики прогресса Юнгер говорит о трансформации современной войны. Новая война требует уже тотальной мобилизации, о чём говорится в одноимённом эссе. Постепенная унификация общества, развитие техники и приход к господству Рабочего — всё это делает новую войну тотальной. Стране, желающей в ней победить, необходимо подчинить войне всё население, подобно тому как в мирное время Рабочий полностью подчинён своей работе.

## Основные произведения
- 1920 год — In Stahlgewittern (В стальных грозах, русское издание — 2000 год)
- 1922 год — Der Kampf als inneres Erlebnis (Борьба как внутреннее переживание)
- 1932 год — Der Arbeiter. Herrschaft und Gestalt (Рабочий. Господство и гештальт, русские издания 2000 и 2002 года)
- 1934 год — Afrikanische Spiele (Африканские игры, русское издание — 2014 год, перевод — Евгений Воропаев)
- 1939 год — Auf den Marmorklippen (На мраморных утёсах)
- 1942 год — Gärten und Straßen (Сады и дороги, русское издание — 2008 год, перевод — Евгений Воропаев)
- 1945 год — Der Friede. Ein Wort an die Jugend Europas und an die Jugend der Welt (Мир. Слово к молодёжи Европы и молодёжи мира)
- 1949 год — Strahlungen (Излучения, русское издание частями в 2002, 2007, 2008 годах)
- 1949 год — Heliopolis (Гелиополь, русское издание — 2000 год, перевод — Галина Косарик, 1992 год)
- 1951 год — Der Waldgang (Уход в лес, русское издание — 2014 год, перевод — Андрей Климентов)
- 1955 год — Der Gordische Knoten (Гордиев узел; опубликовано в: Sämtliche Werke. Band. 7 : Betrachtungen zur Zeit. – Stuttgart : Klett-Cotta, 1978).
- 1957 год — Gläserne Bienen (Стеклянные пчёлы)
- 1959 год — An der Zeitmauer (У стены времени)
- 1960 год — Der Weltstaat (Мировое государство)
- 1970 год — Annäherungen. Drogen und Rausch[нем.] (Сближение: наркотики и опьянение)
- 1977 год — Eumeswil (Эвмесвиль)

## На русском языке изданы
- Серия: Дневники XX века. В стальных грозах. — Владимир Даль, 2000.
- Гелиополь. (Ретроспектива города). — Амфора, 2000. — 446 с. — ISBN ISBN 5-8301-0175-0.
- Излучения (февраль 1941 — апрель 1945). — Владимир Даль, 2002. ISBN 5-93615-022-0 (ошибоч.)
- Рабочий. Господство и гештальт. — Наука, 2002. Архивировано 21 мая 2008 года.
- Сердце искателя приключений. Фигуры и каприччо. — Ad Marginem, 2004. Архивировано 20 июня 2008 года.
- Судьба нигилизма. (сборник авторов: Э. Юнгер, М. Хайдеггер, Д. Кампер, Г. Фигаль). — Издательство Санкт-Петербургского университета, 2006.
- Серия: Дневники XX века. Годы оккупации (апрель 1945 — декабрь 1948). — Владимир Даль, 2007. Архивировано 21 мая 2008 года.
- Сады и дороги. — Ad Marginem, 2008.
- Серия: Civitas Terrena. Ривароль (1956 г.). — Владимир Даль, 2008.
- Серия: В поисках утраченного. Националистическая революция. (Политические статьи 1923—1933 гг.). — Скименъ, 2009.
- На мраморных утёсах. — Ad Marginem, 2009.
- Рискующее сердце. — Владимир Даль, 2010.
- Семьдесят минуло. 1965—1970. — Ad Marginem, 2011.
- Эвмесвиль. — Ad Marginem, 2013. — ISBN 978-5-91103-124-4.
- Семьдесят минуло. 1971—1980. — Ad Marginem, 2015. — ISBN 978-5-91103-178-7.
- Смена гештальта. Прогноз на XXI век. — Издание книжного магазина «Циолковский», 2018. — ISBN 978-5-6040415-4-3.
- Мир. Слово к молодёжи Европы и молодёжи мира. — Вече, 2018. — ISBN 978-5-4484-0421-4.
- Стеклянные пчёлы: Роман. — М.: АСТ, 2019.